# Mcclungia
Genre
Mcclungia est un genre d'insectes lépidoptères (papillons) de la famille des Nymphalidae et de la sous-famille des Danainae qui ne comprend qu'une seule espèce, Mcclungia cymo.

## Dénomination
Le genre Mcclungia a été nommé par Richard Middleton Fox (d) en 1940. 

## Liste d'espèces
Selon BioLib (28 décembre 2020) :
Mcclungia cymo (Hübner, [1806]) qui réside en Amérique du Sud.